# Bracewellite
La bracewellite è un minerale appartenente al gruppo del diasporo.